# Плисенко Артем Михайлович
Арте́м Миха́йлович Пли́сенко (1898 — 22 квітня 1945) — радянський військовик часів Другої світової війни, сапер 51-го гвардійського окремого саперного батальйону 13-го гвардійського стрілецького корпусу 2-ї гвардійської армії, гвардії рядовий. Герой Радянського Союзу (1945).

## Життєпис
Народився в селі Нескучне, нині Великоновосілківського району Донецької області України, в селянській родині. Українець. Здобув початкову освіту.
Проходив військову службу у Російській імператорській армії, учасник Першої світової війни. Після Жовтневого перевороту 1917 року пристав до більшовиків, на їх боці брав участь у боях на території України, зокрема у Криму.
Після демобілізації повернувся до рідного села, вступив до колгоспу. З початком німецько-радянської війни залишився на тимчасово окупованій німцями території.
До лав РСЧА призваний Велико-Янисольським РВК Донецької області 27 жовтня 1943 року. Учасник німецько-радянської війни з жовтня 1943 року. Воював на 4-му Українському, 1-му Прибалтійському і 3-му Білоруському фронтах.
Особливо сапер 51-го гвардійського окремого саперного батальйону гвардії рядовий А. М. Плисенко відзначився у боях на території Литви. У ніч на 6 жовтня 1944 року, діючи у групі саперів кількістю 5 осіб, супроводжував колону танків. Завданням танків і десанту було захоплення мосту через річку Краженте поблизу міста Кельме і утримування його до підходу основних сил. Прорвавши першу лінію оборони супротивника, сапери кинулися до мосту і знищили групу німецьких саперів, яка готувала підрив мосту. Ворог спромігся оточити радянський десант. Силами до 40 піхотинців при підтримці 2 самохідних гармат супротивник контратакував саперів і 2 танки, башти яких заклинило протягом першої години бою. У складній ситуації гвардії рядовий А. М. Плисенко перебрав на себе командування групою бійців, яка складалась з 3 саперів і 7 танкістів. Протягом 16 годин бійці утримували міст, відбивши 11 атак супротивника. Сам гвардії рядовий А. М. Плисенко був поранений, але поле бою не залишив до підходу основних сил.
7 квітня 1945 року у бою на території Східної Пруссії був важко поранений. Ушпиталений до евакошпиталю ЕГ-3501, де і помер від ран 22 квітня 1945 року.
Похований у братній могилі на площі Перемоги у місті Гвардєйськ, нині — Калінінградської області Росії.

## Нагороди
Указом Президії Верховної Ради СРСР від 24 березня 1945 року «за зразкове виконання бойових завдань командування на фронті боротьби з німецько-фашистськими загарбниками та виявлені при цьому мужність і героїзм», гвардії рядовому Плисенку Артему Михайловичу присвоєне звання Героя Радянського Союзу з врученням ордена Леніна і медалі «Золота Зірка» (нагород не отримав).
Також нагороджений орденами Червоного Прапора (12.03.1945) і Вітчизняної війни 2-го ступеня (09.02.1945).

## Вшанування пам'яті
Ім'ям Артема Плисенка названо вулиці у селі Нескучне Донецької області (Україна) й у місті Гвардєйськ Калінінградської області (Росія).